# Bohuslav Kroupa
Bohuslav Kroupa (30. listopadu 1838 Praha – 23. června 1912 Královské Vinohrady) byl český malíř, pedagog, cestovatel a spisovatel.

## Život
Bohuslav Kroupa studoval v letech 1853-60 na pražské Akademii. V 60. letech cestoval po Evropě a přispíval články a ilustracemi do celé řady tuzemských časopisů. Ilustroval také první vydání Máje Karla Hynka Máchy.
V 70. letech odjel do Kanady a jako člen expedice prozkoumávající doposud nepoznanou divočinu posílal ilustrace do tamějších novin. Cestoval také do Panamy a na Kubu a získal státní občanství USA.
Kroupa se přátelil s Vojtěchem Náprstkem a jeho rukopisy se v současnosti nacházejí ve fondech Náprstkova muzea.
Po návratu do Evropy vyučoval kresbu na britských univerzitách. Od roku 1905 žil v Praze. Byl členem Umělecké besedy. Jeho život je zachycen v knize Zloděj snů spisovatele Otty Janka.
Bohuslav Kroupa zemřel bez potomků a svůj majetek v závěti odkázal na dobročinné účely. Jeho ostatky byly zpopelněny v krematoriu v Drážďanech.

## Galerie

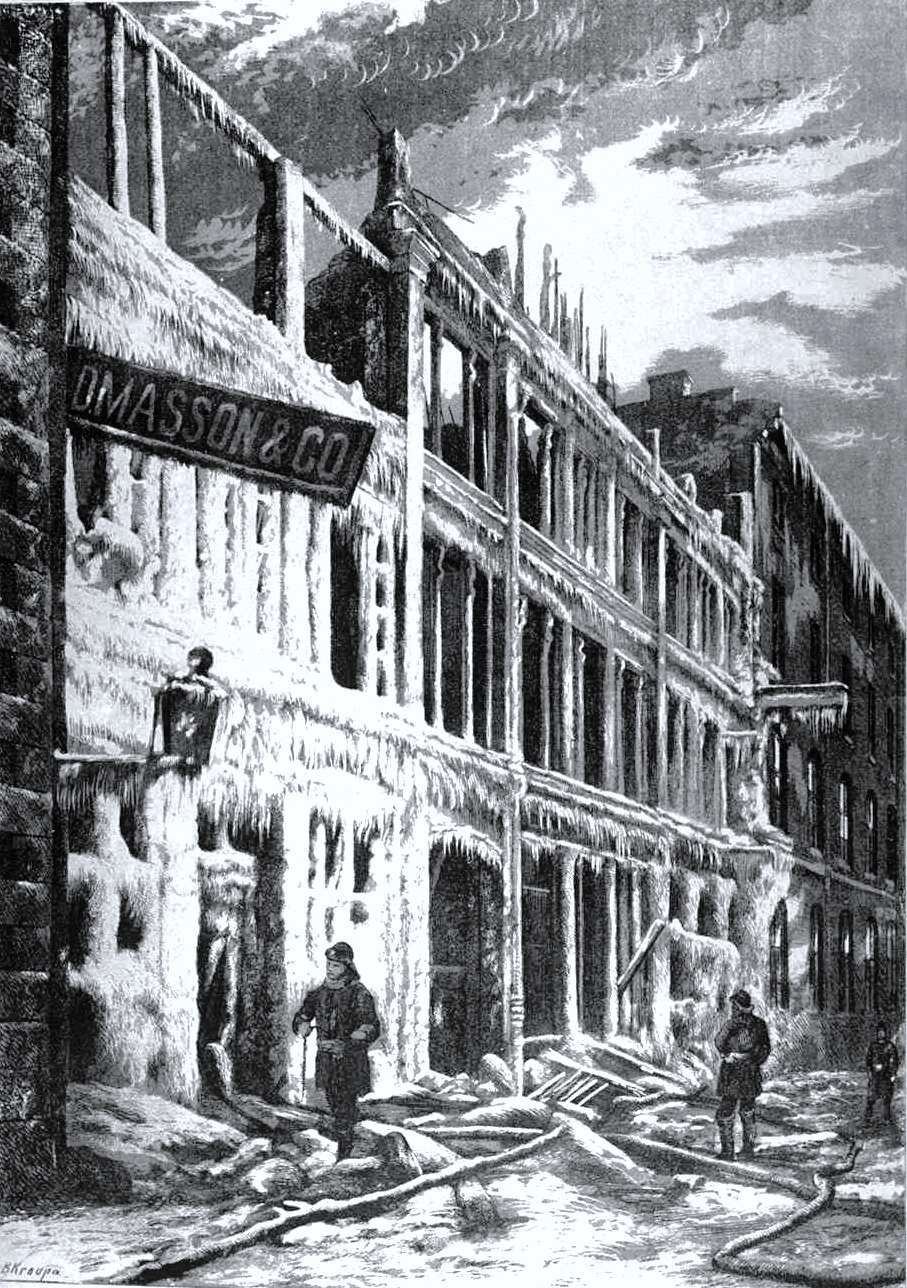
Bohuslav Kroupa - Vzhled ruin po požáru v St. Pierre Street, Montreal (1873)
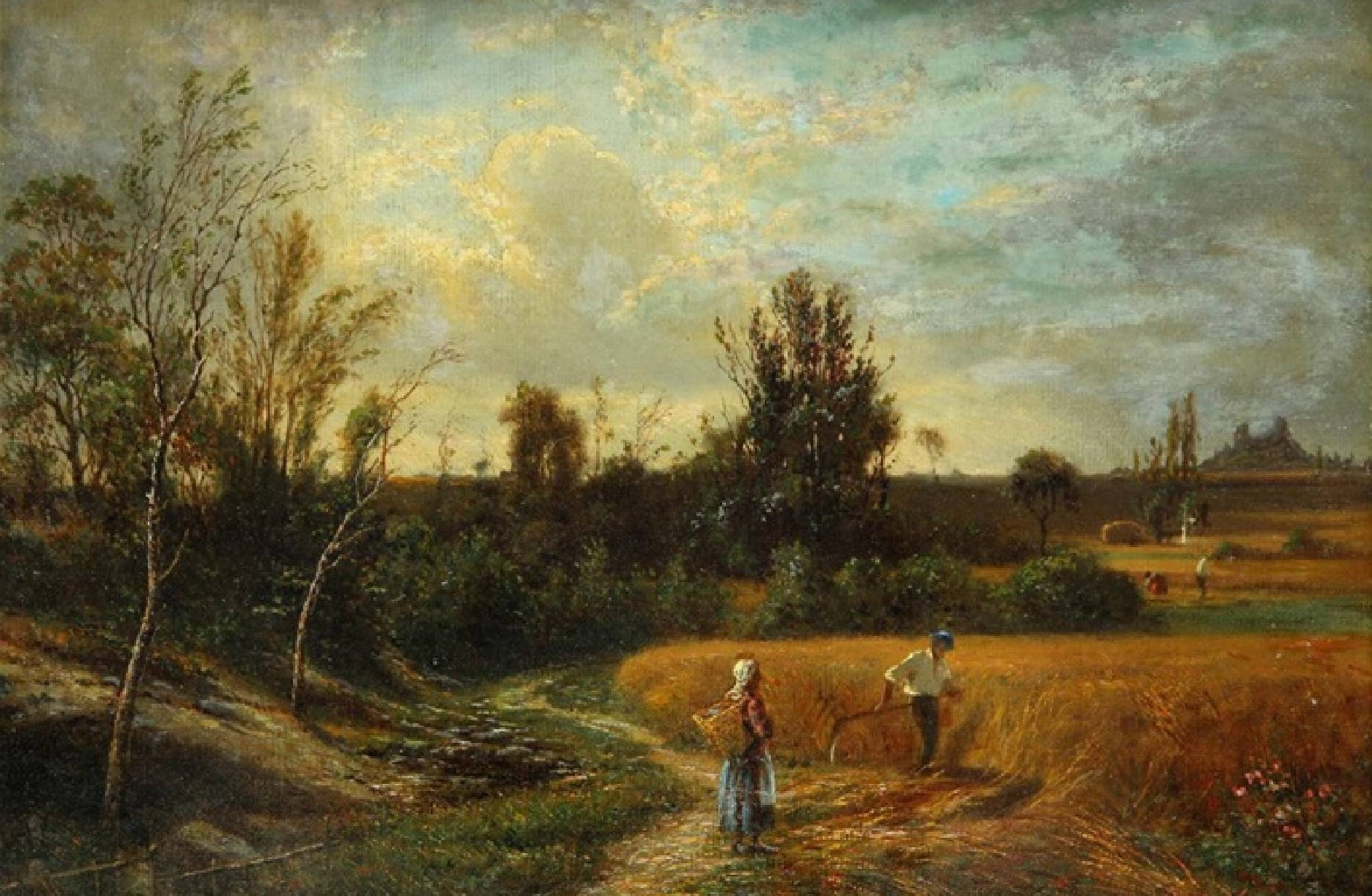
Bohuslav Kroupa - Krajina s hradem Trosky
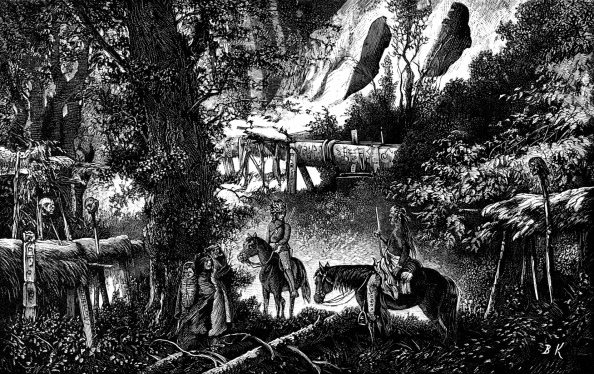
Bohuslav Kroupa - Indiánský hřbitov Navajů v Arizoně (1880)
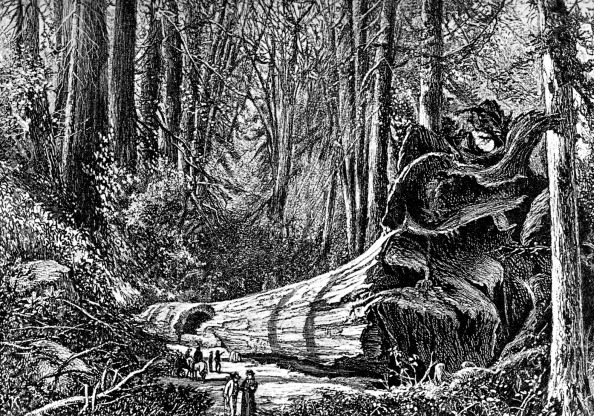
Bohuslav Kroupa - Vyvrácený "Otec lesa" v oblasti Calaveras, Kalifornie (1880)
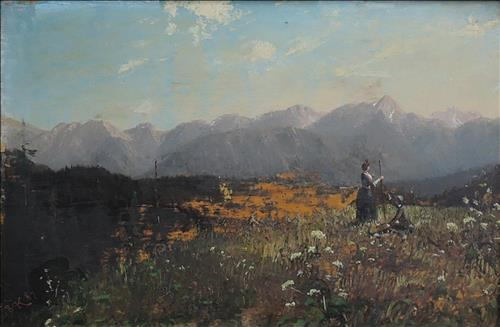
Kroupa Bohuslav - Pod horami
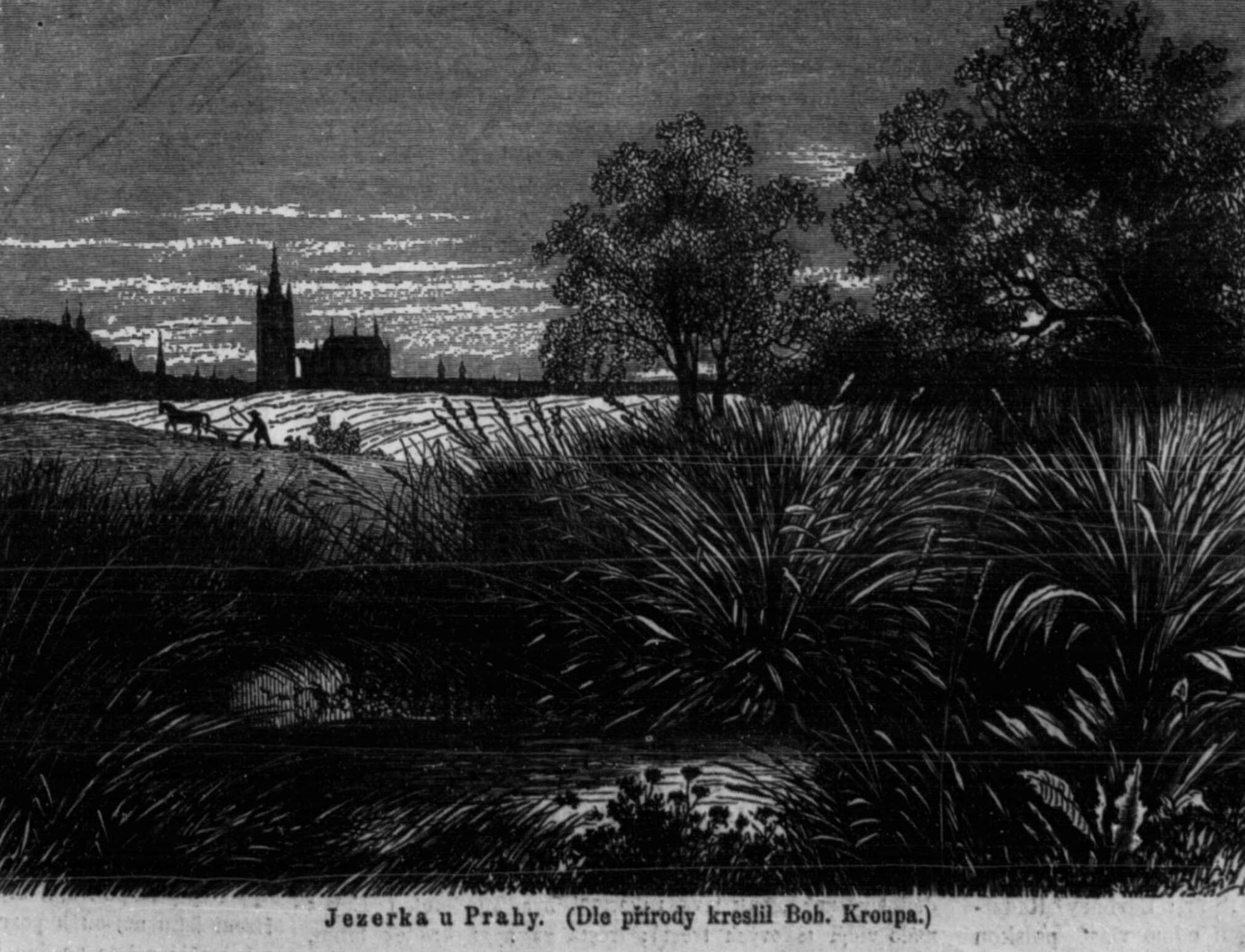
Bohuslav Kroupa: Jezerka u Prahy (repro Světozor 1868)